# Fürstentum Léon
Die Herrschaft Léon und später das Fürstentum Léon waren ein altes bretonisches Lehen im Pays de Léon im Nordwesten der Bretagne auf dem Gebiet des heutigen Départements Finistère. Die Herrschaft war eine Abspaltung der alten Vizegrafschaft Léon, die Ende des 12. Jahrhunderts erfolgte. Die Herrschaft Léon umfasste etwa 60 Pfarreien und Trèves (Unterpfarreien). Ihre Gebiete lagen rund um das Tal des Élorn, um Landerneau, ihren Hauptort, und um die Burg von La Roche-Maurice. Ursprünglich befand sich die Herrschaft im Besitz des jüngeren Zweiges der Vicomtes de Léon. Ihr Gründer war Hervé I. Nach dem erbenlosen Tod von Hervé VIII. von Léon ging das Lehen in die Hände der Vicomtes de Rohan über. Mitte des 16. Jahrhunderts nahm sie den Titel „Prince de Léon“ an. Landerneau, Landivisiau, Daoulas, Coat-Méal, Penzé und La Roche-Maurice waren die Sitze der Gerichtsbarkeiten dieser weitläufigen bretonischen Herrschaft.

## Geschichte
Im 12. Jahrhundert lehnten sich die Vicomtes de Léon gegen Heinrich II. von England auf, um dem Zugriff des Hauses Plantagenet auf das Herzogtum Bretagne zu entgehen. Nach dem Tod von Guyomarch IV. von Léon, der sich einige Zeit zuvor der herzoglichen Macht unterworfen hatte, beschlagnahmte Heinrich II. im Jahr 1179 die Ländereien der Vizegrafschaft Léon. Infolge der Beschlagnahme von Morlaix durch Herzog Geoffroy Plantagenet erhielten die beiden Söhne von Guyomarch IV., Guyomarch V. und Hervé, ihr Erbe zurück. Guyomarch V. von Léon erhielt die Kastellaneien Lesneven, Brest, Saint-Renan und Le Conquet sowie den Titel eines Vicomte. Hervé hingegen erhielt die Ländereien Landerneau und Daoudour sowie die Herrschaft Coat-Méal. Als Juveigneur, d. h. als apanagierter Jüngster, musste sich Hervé mit dem Titel Seigneur de Léon begnügen, seinen Nachkommen gelang es indes, sich acht Generationen lang (von Hervé I. bis Hervé VIII.) um das Lehen La Roche-Maurice herum zu halten.

## Herren von Leon
- Hervé I. († Juli 1203), jüngster Sohn von Guyomarch IV. von Léon und Nobilis (Nobile)
- Hervé II. († 1218), dessen Sohn, verheiratet mit Anne (?) de Hennebont
- Hervé III. († um 1241), dessen Sohn, verheiratet mit Marguerite de Châteauneuf (jüngste Tochter von Hugues IV. de Châteauneuf, Herr von Châteauneuf-en-Thymerais und Senonches, und von Éléonore de Dreux)
- Hervé IV. († um 1290), dessen Sohn, verheiratet um 1260 mit Mathilde de Poissy, Dame de Noyon-sur-Andelle, Radepont, Hacqueville, teilweise Acquigny († um 1290), begraben in der Abtei Fontaine-Guérard. Er tauschte im September 1281 mit König Philipp III. dem Kühnen alle seine Güter in Châteauneuf und Senonches; dieser Teil des Erbes ging an Louis de Valois, Graf von Chartres, über, dem das Land Châteauneuf-en-Thymerais zugefallen war. Als Louis 1329 kinderlos starb, gab König Philipp VI. seinem Bruder Charles II. de Valois, Graf von Alençon und Perche, einen Anteil an Louis‘ Erbe und wies ihm in einer Urkunde vom Mai 1335 neben anderen Ländereien Châteauneuf-en-Thymerais, Senonches und Champrond zu.
- Hervé V. († 1304), dessen Sohn
- Hervé VI. († 1337), dessen Sohn des Vorgängers, Ehemann von Jeanne de Montmorency.
- Hervé VII. († 1344), dessen Sohn, Ehemann von Marguerite d’Avaugour, Herr von Noyon-sur-Andelle.
- Hervé VIII. (* 1341; † 1363), dessen Sohn

Während des bretonischen Erbfolgekriegs, der 1341 begann, schlugen sich die Herren von Léon vor allem aufgrund ihrer Verbindungen zum Haus Avaugour auf die Seite von Charles de Blois. Hervé VII. wurde 1342 von den Engländern gefangen genommen und verbrachte zwei Jahre eingesperrt im Tower of London. Er starb 1344 kurz nach seiner Freilassung. Das Lehen Roche-Maurice fiel an seinen damals dreijährigen Sohn Hervé VIII de Léon. Ein Eintrag in der Bibel der Herren von Léon besagt, dass dieser Sohn 1341 in La Roche-Maurice geboren wurde.
1363 starb Hervé VIII. ohne Erben: Die Herrschaft über Léon fiel an seine Schwester Jeanne, die Jean I. de Rohan heiratete. Die Herrschaft unterstand somit von nun an dem Haus Rohan. 150 Jahre lang, bis 1517, ließen sich die ältesten Söhne von Rohan, bis sie selbst Vicomte de Rohan wurden, unter dem Titel Seigneur de Léon in der Burg La Roche-Maurice nieder.
- Édouard de Rohan († nach 1415), Sohn von Jean I. de Rohan, starb ohne Nachkommen.
- Alain IX. de Rohan († 1462), dessen Neffe, Sohn von Alain VIII. de Rohan, Enkel von Jean I. de Rohan
- Jean II. de Rohan († 1516), dessen Sohn
- Jacques I. de Rohan († 1527), dessen Sohn
- Anne de Rohan († 1529), dessen Schwester
- René I. de Rohan († 1552), deren Sohn, nahm um 1530 den Titel Fürst von Léon an

## Fürsten von Léon
- René I. de Rohan († 1552), deren Sohn, nahm um 1530 den Titel Fürst von Léon an
- Henri I. de Rohan († 1575), dessen Sohn
- René II. de Rohan († 1586), dessen Bruder
- Henri II. de Rohan († 1638), dessen Sohn
- Marguerite de Rohan († 1684), dessen Tochter, heiratete Henri Chabot
- Louis de Rohan-Chabot († 1727), deren Sohn, Duc de Rohan, Prince de Léon
- Louis Bretagne Alain de Rohan-Chabot († 1738), dessen Sohn, Duc de Rohan, Prince de Léon
- Louis Marie Bretagne de Rohan-Chabot († 1791), dessen Sohn, Duc de Rohan, Prince de Léon
- Louis-Antoine Auguste de Rohan-Chabot († 1807), dessen Vetter, Duc de Rohan, Prince de Léon
- Alexandre Louis Auguste de Rohan-Chabot († 1816), dessen Sohn, Duc de Rohan, Prince de Léon
- Louis-François-Auguste de Rohan-Chabot († 1833), dessen Sohn, Duc de Rohan, Prince de Léon
- Anne Louis Fernand de Rohan-Chabot († 1869), dessen Bruder, Duc de Rohan, Prince de Léon
- Charles Louis Josselin de Rohan-Chabot († 1893), dessen Sohn, Duc de Rohan, Prince de Léon
- Alain Charles Louis de Rohan-Chabot († 1914), dessen Sohn, Duc de Rohan, Prince de Léon
- Josselin de Rohan-Chabot († 1914), dessen Sohn, Duc de Rohan, Prince de Léon
- Alain de Rohan († 1966), dessen Sohn, Duc de Rohan, Prince de Léon
- Josselin de Rohan, dessen Sohn, Duc de Rohan, Prince de Léon